# Mon roman-cinéma
 (juin 2023).
La mise en forme du texte ne suit pas les recommandations de Wikipédia : il faut le « wikifier ».
Les points d'amélioration suivants sont les cas les plus fréquents :
- Les titres sont pré-formatés par le logiciel. Ils ne sont ni en capitales, ni en gras.
- Le texte ne doit pas être écrit en capitales (les noms de famille non plus), ni en gras, ni en italique, ni en « petit »…
- Le gras n'est utilisé que pour surligner le titre de l'article dans l'introduction, une seule fois.
- L'italique est rarement utilisé : mots en langue étrangère, titres d'œuvres, noms de bateaux, etc.
- Les citations ne sont pas en italique mais en corps de texte normal. Elles sont entourées par des guillemets français : « et ».
- Les listes à puces sont à éviter, des paragraphes rédigés étant largement préférés. Les tableaux sont à réserver à la présentation de données structurées (résultats, etc.).
- Les appels de note de bas de page (petits chiffres en exposant, introduits par l'outil «  Source ») sont à placer entre la fin de phrase et le point final[comme ça].
- Les liens internes (vers d'autres articles de Wikipédia) sont à choisir avec parcimonie. Créez des liens vers des articles approfondissant le sujet. Les termes génériques sans rapport avec le sujet sont à éviter, ainsi que les répétitions de liens vers un même terme.
- Les liens externes sont à placer uniquement dans une section « Liens externes », à la fin de l'article. Ces liens sont à choisir avec parcimonie suivant les règles définies. Si un lien sert de source à l'article, son insertion dans le texte est à faire par les notes de bas de page.
- La présentation des références doit suivre les conventions bibliographiques. Il est recommandé d'utiliser les modèles {{Ouvrage}}, {{Chapitre}}, {{Article}}, {{Lien web}} et/ou {{Bibliographie}}. Le mode d'édition visuel peut mettre en forme automatiquement les références.
- Insérer une infobox (cadre d'informations à droite) n'est pas obligatoire pour parachever la mise en page.

Pour une aide détaillée, merci de consulter Aide:Wikification.
Si vous pensez que ces points ont été résolus, vous pouvez retirer ce bandeau et améliorer la mise en forme d'un autre article.
Mon roman-cinéma  est une collection créée par les Éditions Rouff en 1928, qui reprend le concept de « roman-cinéma » fondé une dizaine d'années plus tôt par l'industrie cinématographique, qui consiste à transformer en roman des films de fiction.
Il y eut deux parutions en kiosque par mois, au prix de 95 centimes le volume relié en fascicule.
Le premier ouvrage publié était par exemple tiré du film Princesse Maman ((en) Men of the Night), réalisé par Albert S. Rogell en 1926.

## liste des titres
- 01 Princesse maman
- 02 Folie de carnaval

...
- 81 La Puissance de l'amour par Jean Cyrille, 1931
- 82 Prince de la mode par Yves Rolla
- 83 Les Pirates de la grande ville par Raymond Hugy
- 84 L'Ennemi de l'amour par Jean Sernine
- 85 Fils à Papa par Guy de La Vernière
- 86 Le Secret du mort vivant par Jean Cyrille
- 87 Cambrioleur par amour par Frédéric Durtal
- 88 L'Amour plus fort par René Lafore
- 89 Le Gentilhomme des basfonds par Pierre Tixal
- 90 Mariette par Guy de La Vernière
- 91 Deux balles au cœur par Pierre Tixal
- 92 L'Aumônier du diable par Philippe Hersant
- 93 Amour, quand tu nous tiens par René Lafore
- 94 La Cicatrice par Jean Cyrille
- 95 L'Orpheline de Paris par Philippe Hersant
- 96 Le Destin des Heures par Henry Moural
- 97 Le Royaume de l'amour par Pierre Tixal
- 98 Le Double Destin par René Lafore
- 99 Enjôleuse par Jean Cyrille, 1932
- 100 Qui a tué ? par René Lafore
- 101 Mariez-vous ! par Pierre Tixal
- 102 Le Pauvre Millionnaire par Jean Cyrille
- 106 L'Emeraude de l'Ouest par Yves Rolla, 1932
- 107 La Loi des neiges par Henry Moural
- 108 De femme à femme par Maurice Cammage, 1932